# Desognaphosa solomoni
Desognaphosa solomoni là một loài nhện trong họ Trochanteriidae. Loài này phân bố ở Salomonseilanden.